# Chiromantis marginis
Espèce
Chiromantis marginis est une espèce d'amphibiens de la famille des Rhacophoridae.

## Répartition
Cette espèce est endémique du parc national Perlis en Malaisie péninsulaire. Sa présence est incertaine en Thaïlande.

## Étymologie
Le nom spécifique marginis vient du latin margo, la bordure, en référence à la distribution de cette espèce en bordure de la frontière avec la Thaïlande.

## Publication originale
- Chan, Grismer, Anuar, Quah, Grismer, Wood, Muin & Ahmad, 2011 : A new species of Chiromantis Peters 1854 (Anura: Rhacophoridae) from Perlis State Park in extreme northern peninsular Malaysia with additional herpetofaunal records for the park. Russian Journal of Herpetology, vol. 18, p. 253-259.